# Saint-Jean-en-Royans
Saint-Jean-en-Royans település Franciaországban, Drôme megyében. Lakosainak száma 2827 fő (2022. január 1.). Saint-Jean-en-Royans Beauregard-Baret, Bouvante, La Motte-Fanjas, Oriol-en-Royans, Rochechinard, Saint-Laurent-en-Royans, Saint-Martin-le-Colonel és Saint-Thomas-en-Royans községekkel határos.

## Népesség
A település népessége az elmúlt években az alábbi módon változott:
| Lakosok száma | 2897 | 2945 | 2895 | 2999 | 2939 | 2967 | 2868 | 2809 | 2796 | 2827 |
|               | 1968 | 1982 | 1990 | 2006 | 2013 | 2015 | 2017 | 2019 | 2020 | 2022 |